# Куадри, Антонио
Антонио Куадри Видес (исп. Antonio Cuadri Vides; род. 1960) — испанский режиссёр, сценарист, продюсер, актёр.

## Избранная фильмография
- 2007 — исп. El corazón de la tierra (Режиссёр, сценарист)
- 2006 — исп. La buena voz (Режиссёр)
- 2006 — «Париж, я люблю тебя» фр. Paris, je t’aime — коллективный проект